# توما دانگلتر
توما دانگلتر (به فرانسوی: Thomas d'Angleterre) شاعر قرن دوازدهم میلادی اهل فرانسه است. او به پاس نگاشتن ترانه ای کهن به نام تریستان ناموری پیدا کرد. یک نگارش از افسانه ی تریستان و ایزولت که تنها هشت پاره از آن بازمانده نزدیک به 3300 مصراع شعر است. اینگونه برآورد شده است که پاره های در دسترس از این افسانه یک ششم شمار مصراع های آغازین است.